# Jorge Arias (Wrestler)
Jorge Arias (* 5. September 1977 in El Paso, Texas, USA), besser bekannt unter seinen Ringnamen Sin Cara und Hunico, ist ein US-amerikanischer Wrestler mexikanischer Abstammung. Er ist Anhänger des mexikanischen Lucha-Libre-Stils. Sein bislang größter Erfolg war der Erhalt der NXT Tag Team Championship.

## Wrestling-Karriere

### Anfänge
Jorge Arias begann seine Karriere am 21. November 1999. Seine ersten wichtigeren Matches bestritt er im Jahr 2005 unter dem Ringnamen Incognito bei der mexikanischen Wrestling-Promotion AAA.
In den folgenden Jahren trat er vorwiegend bei unabhängigen US-amerikanischen Ligen auf (unter anderem bei National Wrestling Alliance, Chikara Pro Wrestling und Ring of Honor). Am 15. Dezember 2009 debütierte Arias im Rahmen einer Ausgabe der Show ECW bei der WWE. Bei diesem einmaligen Auftritt blieb es jedoch vorerst.

### WWE (2009–2019)

#### Florida Championship Wrestling (2009–2011)
Ab März 2010 trat Arias bei der WWE-Entwicklungsliga Florida Championship Wrestling (FCW) unter seinem neuen Ringnamen Hunico auf. Am 11. März 2010 debütierte Jorge Arias bei FCW in einem Sechs-Mann-Tag-Team-Match, das er an der Seite von Johnny Prime und Orlando Colón gewinnen durfte.
Anschließend bildete er mit Colón, der zunächst in Dos Equis und später in Epico umbenannt wurde, das Tag Team Los Aviadores. Gemeinsam mit diesem gewann er am 3. Juni 2010 die FCW Florida Tag Team Championship von dem Team The Uso Brothers (Jimmy Uso und Jules Uso). Die Titel gaben sie am 15. Juli an Kaval und Michael McGillicutty ab, erhielten sie jedoch einen Tag später wieder von diesen zurück. Am 12. August 2010 verloren sie die Titel endgültig. Ende Juni 2011 wurde das Team aufgelöst.

#### Sin Cara Negro und Fehde gegen Sin Cara Azul (2011)
Knapp zwei Monate später, am 9. August 2011, debütierte Arias bei SmackDown und stieg damit ins Hauptroster der WWE auf. Er trat fortan unter dem Ringnamen Sin Cara auf, da der „originale“ Sin Cara Luis Alvirde aufgrund eines Verstoßes gegen das Wellness-Programm der WWE für 30 Tage suspendiert worden war. Am 13. September kehrte Alvirde jedoch bei SmackDown zurück und trat Arias gegenüber. In der Folge fehdeten die beiden als Sin Cara Azul (Alvirde mit blauer Maske) und Sin Cara Negro (Arias mit schwarzer) gegeneinander. Die Fehde mündete in einem Mask-vs.-Mask-Match bei SmackDown am 16. Oktober 2011, welches Arias verlor und somit seine Maske und den Sin Cara-Charakter abtreten musste.

#### Tag Team mit Camacho (2011–2013)

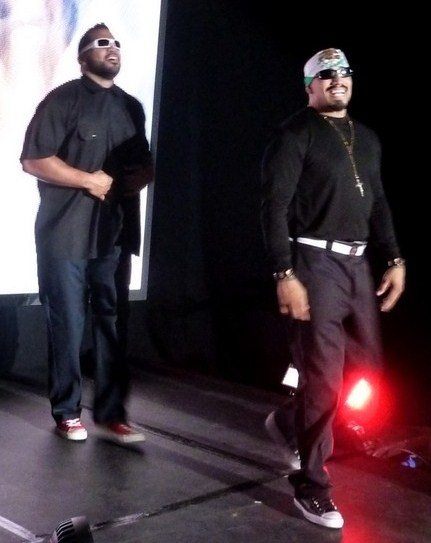
Hunico und Camacho bei einem WWE Live Event im Jahr 2015.

Anschließend trat er wieder als nun demaskierter Hunico auf. Am 20. November 2011 nahm er im Team Barrett an einem traditionellen 5-vs.-5-Survivor-Series-Match bei der gleichnamigen WWE-Großveranstaltung teil, in dem er durch Randy Orton eliminiert wurde. Am 29. Januar 2012 nahm er am Royal-Rumble-Match der gleichnamigen Veranstaltung teil, aus dem er durch Kharma ausschied.
Im April 2012 verbündete sich Arias im Rahmen einer Storyline mit Camacho, nun mit einem neuen, von mexikanischen Gangstern inspirierten Gimmick. Mit Camacho zusammen trat Arias auch einige Male bei der neuen WWE-Entwicklungsliga NXT Wrestling auf. Es folgte – gemeinsam mit diesem – die Fortsetzung der Fehde gegen Sin Cara, die er am 17. Juni 2012 beim Pay-per-View No Way Out endgültig verlor.
Zwischen Ende Juli 2012 und Anfang April 2013 pausierte Arias aus unbekannten Gründen vom Wrestling. Am 4. April 2013 kehrte er bei einer Houseshow der WWE zurück. Anschließend fehdete er bei WWE NXT gemeinsam mit Camacho erfolglos gegen The Ascension (Konnor und Viktor) um die NXT Tag Team Championship, trat jedoch auch weiterhin im Hauptroster auf.

#### Rückkehr als Sin Cara und The Lucha Dragons (2013–2016)
Seit Dezember 2013 tritt Arias wieder mit seinem alten Gimmick Sin Cara auf, da Luis Alvirde im März 2014 von WWE entlassen wurde. Ab Juni 2014 trat er wieder vorwiegend bei NXT an, wo er mit Kalisto das Tag Team The Lucha Dragons bildete. Ab August 2014 fehdeten die beiden gegen The Ascension um die NXT Tag Team Championship. Am 11. September 2014 gewannen sie die Titel bei der NXT-Großveranstaltung NXT TakeOver: Fatal-4-Way.
Es folgten Fehden gegen The Vaudevillains (Aiden English und Simon Gotch) und gegen das Team von Buddy Murphy und Wesley Blake, an die sie die Titel am 15. Januar 2015 abgeben mussten.

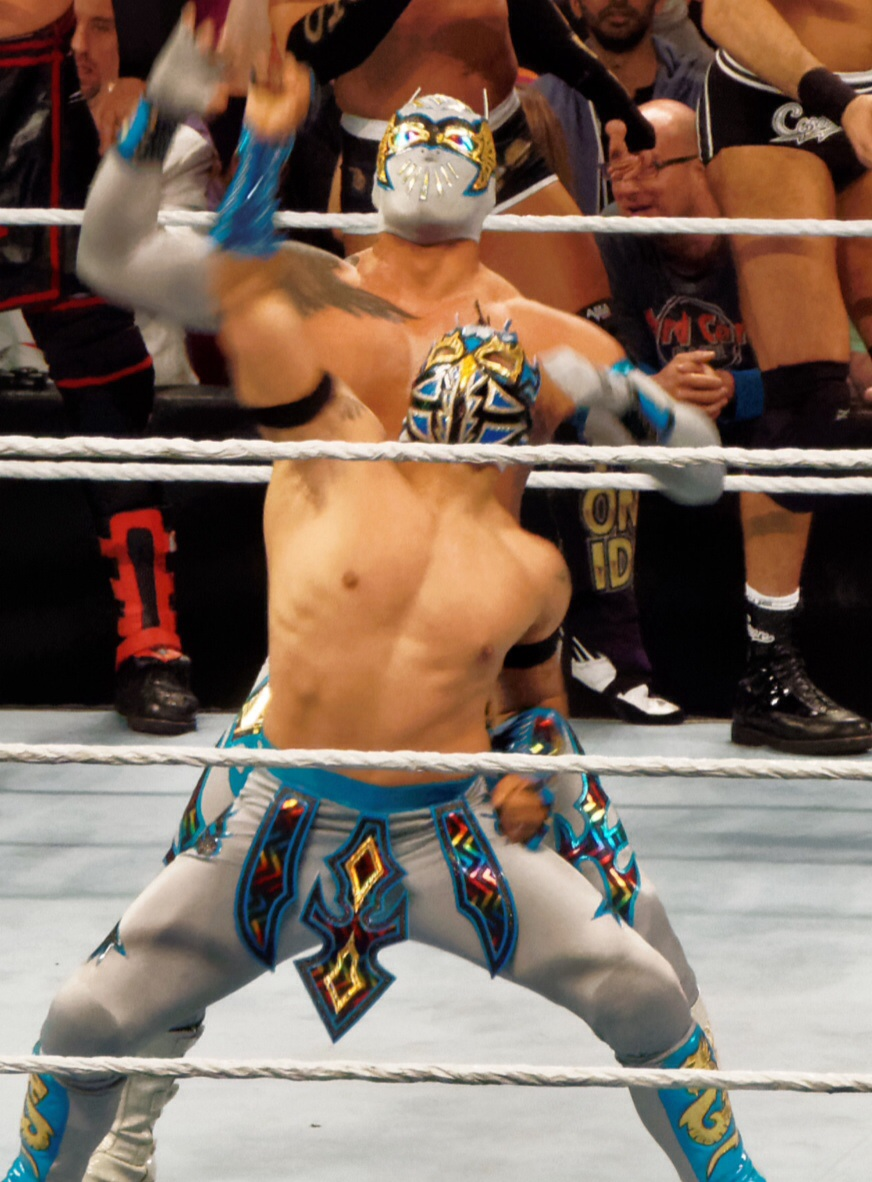
The Lucha Dragons (Sin Cara und Kalisto) bei einer Raw Ausgabe im Jahr 2015.

Am 30. März 2015 bestritt Jorge Arias bei Raw gemeinsam mit Kalisto ein Match und kehrte somit ins Hauptroster zurück. Am 31. Mai nahmen sie bei der gleichnamigen Großveranstaltung an einem Elimination-Chamber-Match um die WWE Tag Team Championship teil, wurden jedoch als zweites Team durch The Ascension eliminiert. Am 23. August kämpften sie beim SummerSlam in einem Fatal-Four-Way-Match erneut erfolglos um die Tag-Team-Titel.
Es folgte gemeinsam mit Neville eine Fehde der Lucha Dragons gegen Stardust und The Ascension, gegen die sie am 20. September bei Night of Champions in einem Sechs-Mann-Tag-Team-Match verloren. Sie gewannen jedoch das Rückmatch einen Tag später bei Raw.
Am 22. November 2015 bestritten Kalisto und Arias im Team mit Ryback und The Usos (Jimmy Uso und Jey Uso) ein traditionelles 5-vs.-5-Survivor-Series-Match bei der gleichnamigen Veranstaltung, das sie gewinnen durften. Dabei eliminierte Arias King Barrett, bevor er selbst durch Sheamus ausschied. Anschließend fehdeten sie gegen The Usos und die Champions The New Day (Big E, Kofi Kingston und Xavier Woods) erneut um die WWE Tag Team Championship. Am 13. Dezember verloren sie bei TLC: Tables, Ladders & Chairs ein Triple-Threat-Ladder-Match um die Tag-Team-Titel gegen diese beiden Teams.

#### Verschiedene Fehden (2016–2019)
Ende Dezember 2015 verletzte sich Arias in einem Einzel-Match gegen Big E an der Schulter und musste daher für ein paar Wochen pausieren. Nach seiner Rückkehr trat Arias zunächst wieder vermehrt als Singles-Wrestler auf, da sein Partner Kalisto während seiner Verletzungspause die WWE United States Championship gewonnen hatte. Bei WrestleMania 32 am 3. April 2016 nahm er an einem Sieben-Mann-Ladder-Match um die WWE Intercontinental Championship teil, konnte den Titel allerdings nicht gewinnen.
Durch den WWE Draft am 19. Juli 2016 wurde Arias Teil von Raw. Dabei wurde er jedoch endgültig von seinem bisherigen Partner Kalisto, der nach SmackDown gedraftet wurde, getrennt, womit das Tag Team The Lucha Dragons aufgelöst wurde.
Durch den Superstar Shake-up wechselte Arias am 11. April 2017 zu SmackDown Live. Er verlängerte im November seinen Vertrag langfristig, fiel aber dennoch verletzungsbedingt aus. Im Rahmen des WWE Drafts wechselte Cara am 13. Oktober 2019 von SmackDown zu Raw. Am 8. Dezember 2019 kam man dem Entlassungswunsch von ihm nach und entließ ihn aus seinem Vertrag.

## Wrestling-Erfolge
World Wrestling Entertainment
- NXT Tag Team Championship (1× mit Kalisto)

Florida Championship Wrestling
- FCW Florida Tag Team Championship (2× mit Epico)

Chikara
- Rey de Voladores (2008)
- King of Trios (mit El Pantera und Lince Dorado 2008)

World Wrestling Association
- WWA Middleweight Championship (2×)